# Delia tenuiformis
Delia tenuiformis är en tvåvingeart som beskrevs av Masayoshi Suwa 1977. Delia tenuiformis ingår i släktet Delia och familjen blomsterflugor. Inga underarter finns listade i Catalogue of Life.